# Krzysztof Orzeszyna
Krzysztof Orzeszyna (ur. 16 lutego 1964 w Wieluniu) – polski duchowny katolicki, prawnik, kanonista, teolog, doktor habilitowany nauk prawnych, profesor nadzwyczajny Katolickiego Uniwersytetu Lubelskiego Jana Pawła II, specjalista w zakresie prawa kanonicznego, prawa wyznaniowego i prawa europejskiego.

## Życiorys
Naukę na poziomie podstawowym i średnim pobierał w Praszce. W 1990 uzyskał tytuł magistra teologii na Wydziale Teologii Papieskiej Akademii Teologicznej w Krakowie (1990), w 1995 na Wydziale Prawa, Prawa Kanonicznego i Administracji Katolickiego Uniwersytetu Lubelskiego tytuł magistra licencjata prawa kanonicznego (na podstawie pracy pt. Pastoralny charakter kurii diecezjalnej, promotor: bp. prof. Tadeusz Pieronek), a w 2000 na tym samym wydziale tytuł magistra prawa (na podstawie pracy pt. Wolność religijna w świetle dokumentów międzynarodowych: powszechnych i europejskich, promotor: prof. Anna Przyborowska-Klimczak). Tam też na podstawie napisanej pod kierunkiem Józefa Krukowskiego rozprawy pt. Urząd wikariusza biskupiego w prawie powszechnym kościoła łacińskiego otrzymał w 2000 stopień naukowy doktora nauk prawnych w zakresie prawa kanonicznego (recenzenci: Antoni Dębiński i Józef Wroceński), zaś w 2008 na podstawie dorobku naukowego oraz rozprawy habilitacyjnej uzyskał stopień doktora habilitowanego nauk prawnych w zakresie prawa, specjalność: prawo Unii Europejskiej.
Od 15 lutego 1999 był zatrudniony w Katedrze Kościelnego Prawa Publicznego i Konstytucyjnego na Wydziale Prawa, Prawa Kanonicznego i Administracji KUL. Od 1 października 2009 zatrudniony w Katedrze Praw Człowieka na tym wydziale, od 2010 kierownik tej katedry i profesor nadzwyczajny KUL. W latach 2012–2016 był profesorem Akademii Obrony Narodowej w Instytucie Prawa i Administracji Wydziału Bezpieczeństwa Narodowego.
W 2012 został odznaczony Medalem Srebrnym za Długoletnią Służbę. W 2021 został odznaczony Medalem Komisji Edukacji Narodowej za szczególne zasługi dla oświaty i wychowania.